# 吉士瞻
吉士瞻（5世纪？—526年），字梁容，祖籍冯翊莲勺县（今渭南市临渭区交斜镇），南朝齐、南朝梁官员。
他年轻时有志气，不经营产业。他念鲍照的诗句：“竖儒守一经，未足识行藏。”萧衍起兵反对萧宝卷，吉士瞻随萧颖胄起兵，跟随讨伐王抚之等，齐和帝授为领军司马。建康攻克后，吉士瞻以功升为辅国将军，历任巴东相、建平太守。南梁建立后，天监二年（503年），吉士瞻为直阁将军，历秦州、梁州二州刺史。后为太子右卫率，转任西阳郡、武昌郡二郡太守。在郡清廉，家无蓄积。病故后，追谥胡子。其子吉琨，以孝闻名。